# Kongolesisch-Arabischer Krieg
Der Kongolesisch-Arabische Krieg, auch Belgisch-Arabischer Krieg, im französischen Sprachraum Campagnes de l’État indépendant du Congo contre les Arabo-Swahili, niederländisch: Veldtochten van de Onafhankelijke Congostaat tegen de Arabo-Swahili, englisch: Congo-Arab War genannt, war ein zwischen 1892 (nach anderen Quellen ab 1890) und 1894 ausgetragener Kolonialkrieg zwischen dem Kongo-Freistaat und arabischen und Swahili-Kriegsherren, die in den Sklavenhandel in den östlichen Regionen des Kongobeckens verstrickt waren.
Auslöser des Kriegs war der Konflikt des Freistaats und der Araber um die Kontrolle regionaler Ressourcen. Er endete im Januar 1894 mit einem Sieg der Force Publique, der regulären Schutzmacht des vom belgischen König Leopold II. regierten Staates und ihrer Verbündeten. Anfangs hatte der Freistaat mit den Arabern bei der Nutzung der Rohstoffe und der Kontrolle der Bevölkerung zusammengearbeitet, in der Folge kam es jedoch zum Konkurrenzkampf, etwa beim wertvollen Rohstoff Elfenbein. Weiterhin spielten humanitäre Zusagen Leopolds II. auf der Berliner Kongokonferenz von 1885 zur Abschaffung und Bekämpfung der Sklaverei in seinem Herrschaftsgebiet eine Rolle. Leopold II. nahm dazu eine zunehmend konfrontative Haltung gegenüber seinen einstigen Verbündeten ein. Der Krieg gegen die suaheli-arabische Wirtschafts- und Politikmacht wurde somit auch als christlicher Kreuzzug gegen die Sklaverei dargestellt.

## Vorgeschichte

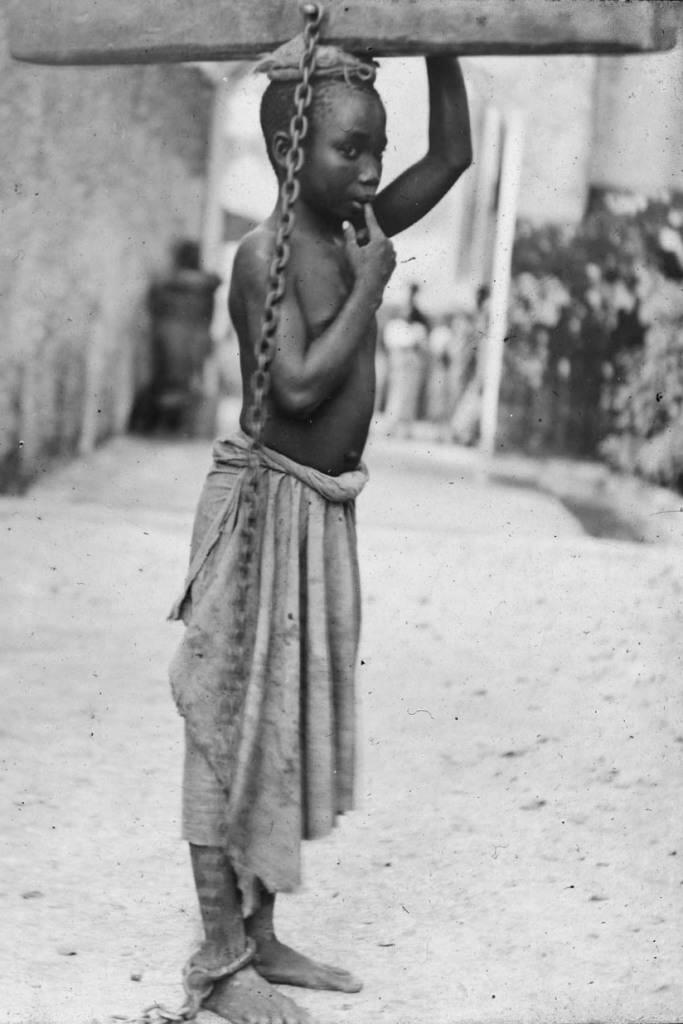
Ein Foto eines versklavten Kindes in Sansibar, ca. 1890

Bis etwa in die 1870er Jahre hinein blühte der Ostafrikanische Sklavenhandel in dem das Sultanat Sansibar mit seinen Handelsverbindungen nach Zentralafrika sowie zu den Absatzmärkten auf der arabischen Halbinsel und weiteren Küstengebieten des Indischen Ozeans ein wesentlicher Akteur war.
1873 musste der Sultan von Sansibar Barghasch ibn Said nach diplomatischen Druck durch Großbritannien den Sklavenhandel offiziell unterbinden. In dieser Zeit drangen europäische Händler, etwa die Deutsch-Ostafrikanische Gesellschaft (DOAG), vermehrt auf das Festland Ostafrikas vor, das vorher zum Einflussgebiet des Sultanats gehört hatte. 1885 musste Barghasch ibn Said die Schutzverträge der DOAG mit lokalen ostafrikanischen Führern und die Gründung der Kolonie Deutsch-Ostafrika auf dem Festland anerkennen.

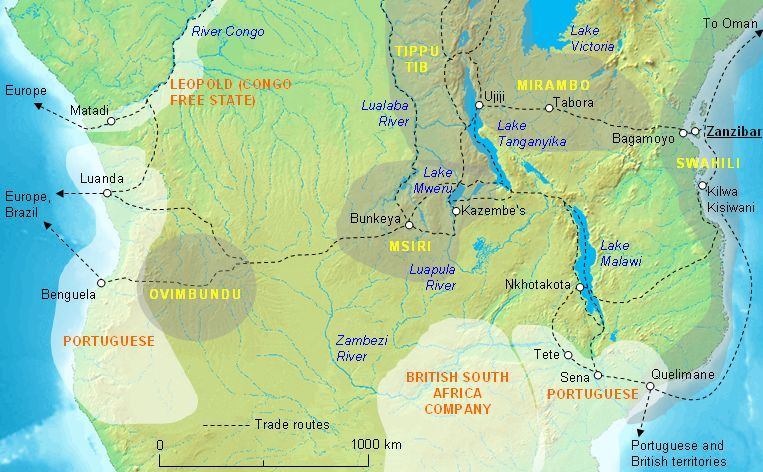
Der Einflussbereich Tippu-Tips im östlichen Kongobecken (um 1880)

Das Beschaffungsgebiet für Arbeitssklaven rückte somit immer weiter ins Landesinnere und arabisch-stämmige Herrscher, wie Tippu-Tip und weitere, errichteten, zunächst noch mit Billigung und Unterstützung Leopolds II., auf dem Gebiet des Kongo Freistaates lokale Herrschaftsräume. Diese nutzten sie in der Folge, um Sklaven zum Weiterverkauf zu fangen und weitere Rohstoffe auszubeuten.
Bereits 1886, während eines Aufenthalts Tippu Tips in Sansibar, kam es zu einem Streit zwischen Tippu Tips Stützpunkt an den Stanley Falls (heute Boyomafälle) und einem kleineren, nahegelegenen Außenposten des Freistaats Kongo unter der Führung von Walter Deane und Leutnant Dubois. Tips Männer in Stanley Falls behaupteten, Deane habe einem arabischen Offizier eine Sklavin geraubt. Deane jedoch behauptete, das Mädchen sei geflohen, nachdem es von ihrem Herrn schwer misshandelt worden war, und er habe ihr lediglich Zuflucht gewährt.
Tippu Tips Männer griffen daraufhin das Fort an, das von den beiden Offizieren, achtzig nigerianischen Hausas und sechzig lokalen Milizionären verteidigt wurde. Nach einer viertägigen Belagerung ging den Verteidigern die Munition aus, sie flohen und gaben den Stützpunkt auf. Von offizieller Seite des Freistaates erfolgte zunächst kein Gegenangriff, da anfangs die Autorität des Kongo-Freistaats in den östlichen Regionen des Kongo relativ schwach war. Tippu-Tip begann, weitere Kräfte im östlichen Kongo, darunter mehrere arabische Sklavenjäger und einige kongolesische Anführer, z. B. Ngongo Lutete, um sich zu scharen. Somit wurde die Bedrohung für den Freistaat imminent.

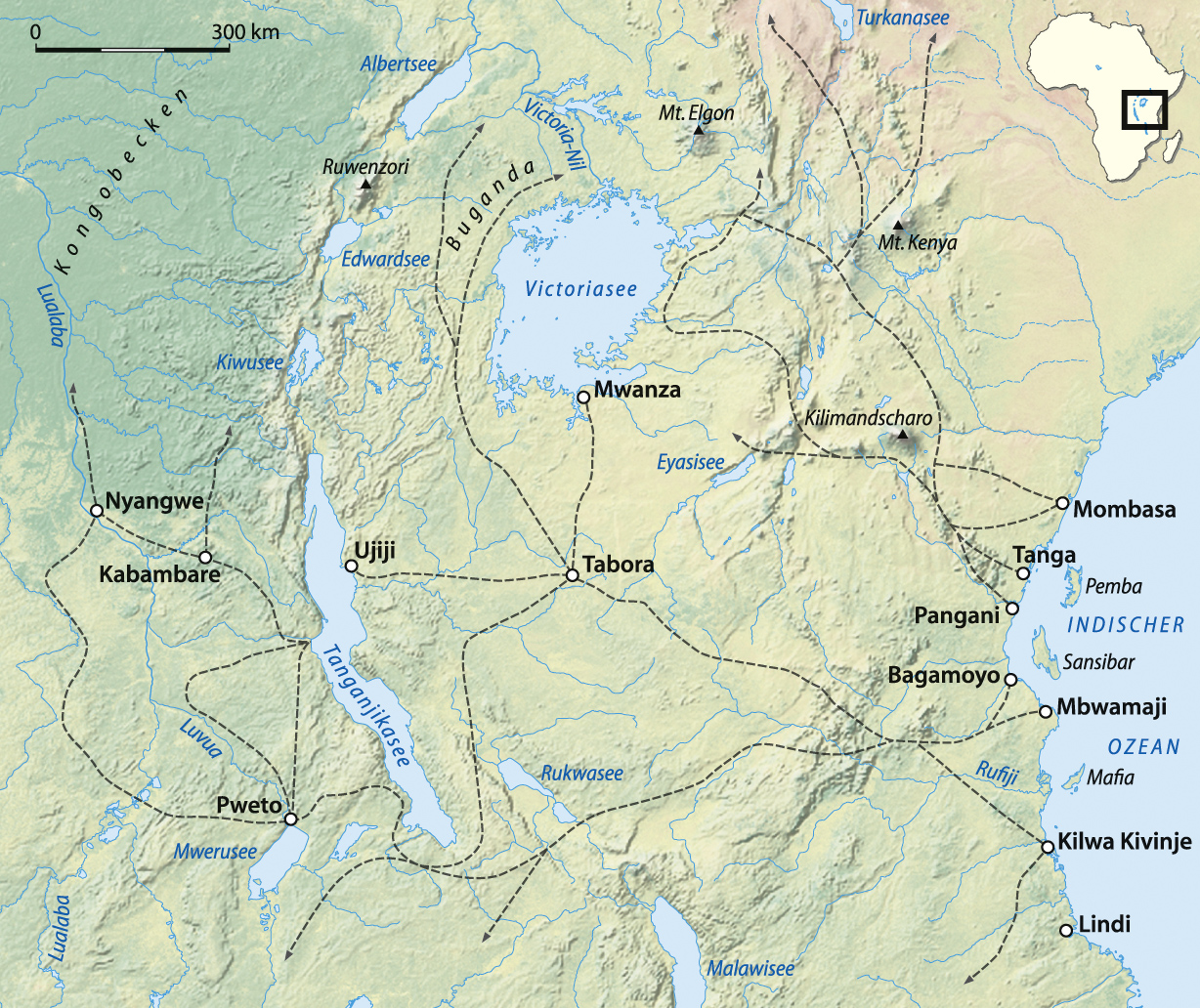
Arabisch-ostafrikanische Sklavenrouten um 1890

Als Reaktion traf Anfang 1887 Henry Morton Stanley als Vermittler in Sansibar ein und schlug vor, Tippu-Tip zum Gouverneur (wali) des sog. Stanley Falls District im Kongo-Freistaat zu ernennen. Sowohl Leopold II. als auch Barghash bin Said stimmten zu. Am 24. Februar 1887 akzeptierte Tippu-Tip die Vereinbarung und erklärte sich bereit, sich der Autorität des Freistaats Kongo zu unterwerfen und sich von einem Offiziellen des Freistaats Kongo bei der Verwaltung seines Gebiets unterstützen zu lassen. Das System indirekter Herrschaft orientierte sich an dem anderer europäischer Kolonialmächte in Afrika und Asien. Die Grenzen des Gebiets sollten die Flüsse Aruwimi und Lualaba bilden.
Darüber hinaus sollte Tippu-Tip seinen Elfenbeinhandel über den Freistaat Kongo zu den Atlantikhäfen umleiten und die Truppen König Leopolds II. bei ihren Expeditionen bis zum Oberlauf des Nils unterstützen, um dessen Machtbereich weiter auszudehnen. Bald nach diesem Abkommen zeigte sich, dass Tippu-Tip die Autorität des Freistaats Kongo nicht akzeptieren wollte und sich nicht etwa als Staatsbediensteter, sondern eher als Vasall mit Handlungsfreiheit innerhalb gewisser Grenzen in seinem Machtbereich, ansah. Darüber hinaus hatte Tippu-Tip selbst keine absolute Autorität über die Region Ostkongo, sondern war nur einer von mehreren gleichgestellten Herrschern. Andere mächtige Sklavenhändler wie Rumaliza, mit seinem Einflussgebiet um den Tanganjikasee, betrachteten sein Abkommen mit dem Freistaat Kongo als Verrat. Rumaliza erkannte den Machtanspruch des Freistaates seinerseits nicht an und blieb gegenüber dem Sultan von Sansibar loyal.
Auch Leopold II. wurde in der europäischen Öffentlichkeit für seine Vereinbarungen mit Tippu-Tip heftig kritisiert. In Belgien setzte sich die 1888 von von römisch-katholischen Intellektuellen unter der Führung von Graf Hippolyte d’Ursel gegründete Belgische Anti-Sklaverei-Gesellschaft, für die Abschaffung des ostafrikanischen Sklavenhandels ein. Die Behörden des Freistaats hielten sich außerdem strikt an die Bestimmungen der Brüsseler Konferenzakte von 1890, die den Handel mit modernen Hinterladerwaffen und Munition in „tropischen“ Teilen Afrikas verbot.
Im Mai oder Juni 1890 verließ Tippu-Tip sein Herrschaftsgebiet in Maniema und ging endgültig nach Sansibar. Er überließ seinem Sohn Sefu bin Hamid die Verwaltung des größten Teils seines Territoriums vom Regierungssitz Kasongo aus und seinem Neffen Rashid bin Mohammad die Verwaltung des Gebiets um die Stanley Falls.
Der Freistaat hatte kurz zuvor zwei bewaffnete und befestigte Stationen in Lusambo (unter dem Kommando von Paul Le Marinel, dann Francis Dhanis) und Basoko (unter dem Kommando von Louis Napoléon Chaltin) errichtet, außerdem eine Station nahe der Stanley Falls (unter dem Kommando von Nicolas Isidore Tobback) und weitere Posten am Kongo und am Lomami, darunter 1889 auch ein vorgeschobener Posten nahe Kasongo, der Residenz Tippu-Tips.
Ebenfalls 1890 war der Hauptmann der Force Publique Guillaume Van Kerckhoven, der mit der Erforschung eines Zugangs zum Nil beauftragt worden war, in Konflikt mit den Sklavenhändlerbanden geraten und hatte diese bei seinem Vormarsch entlang des Itimbiri durch das Tal des Oberen Uélé in Richtung Nil im Kampf besiegt, Elfenbein beschlagnahmt und Sklaven befreit.

## Kriegsverlauf

### Erste Feindseligkeiten
Nach dem Weggang Tippu-Tips begannen Sefu bin Hamid und seine Verbündeten im März und April 1892, Angehörige des Kongo-Freistaats im Osten des Kongos systematisch anzugreifen. Darunter waren auch der Elfenbeinhändler Arthur Hodister, der von der Handelsgesellschaft Société du Haut Congo entsandt worden war, um Elfenbein zu „erwerben“ und der ebenso zwei Stationen am Lomami-Fluss gegründet hatte.
Paul Le Marinel, der für die Kontrolle der Region verantwortlich war, war besorgt über Hodisters Versuche, sich die Ressourcen der Region anzueignen, was den arabischen Händlern missfallen könnte. In der Folge bestätigte sich dies und Hodister und zehn weitere Weiße wurden am 15. März 1892 in der Nähe von Riba Riba (heute: Lokandu) am Lualaba-Fluss überfallen und getötet. Anschließend wurden weitere Einrichtungen der Société du Haut-Congo angegriffen und die Mitarbeiter ebenfalls ermordet, darunter Alfred Noblesse in Riba Riba, Jules Pierret in Lomo und Gaston Jouret in Kibonge. Rachid, von Tippu Tip als Oberhaupt der Stanley Falls Station eingesetzt, weigerte sich, gegen diese Gewalttaten vorzugehen und bei der Untersuchung von Hodisters Tod mitzuwirken. Auch Emin Pascha, der sich nach der Aufgabe seiner Provinz Äquatoria im Sudan, wieder in der Gegend aufhielt, wurde am 23. Oktober von Kriegern aus Kibonge, Said und Kinena ermordet.
Die Aktionen vereinten die regionalen Sklaven- und Elfenbeinhändler im Kampf gegen ihren gemeinsamen Feind, den Kongo-Freistaat, darunter zunächst auch ein weiterer lokaler Machthaber, Ngongo Lutete, Oberhaupt der Bassonge, der zu dieser Zeit ebenfalls Kampfaktionen gegen den Freistaat in der Region anführte.
Mit diesen Aktionen kam es somit zum Bruch zwischen dem Freistaat Kongo und den Führern der arabischen Handelsstaaten.

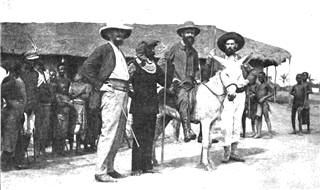
Francis Dhanis im Kongo. Seine besser bewaffneten Truppen besiegten Rumaliza um 1900.

Zu dieser Zeit wurden Einheiten der Force Publique unter Francis Dhanis wurde nach Katanga entsandt, um den Handelsposten der Lofoi mit Nachschub zu versorgen und auf seinem Weg neue Außenposten zu errichten. Während dieser Mission kreuzte sich der Weg der Force Publique mit den Milizionären von Ngongo Lutete. Lutete war als Junge von Tippu Tip als Sklave gefangen genommen worden, nach seiner Freilassung wurde er Anführer der Batetela und Bakusu. Lutetes Truppen zogen nach Westen nach Kasaï, um sich Waffen aus Angola zu beschaffen, um damit ihre Position in der Region Lomani zu stärken.
Nach mehreren Gefechten im April und Mai 1892 mit den besser ausgerüsteten Streitkräften des Freistaats unter Dhanis und Michaux beschloss Lutete, ein Abkommen mit dem Freistaat Kongo zu schließen. Am 19. September wechselte er die Seiten und schloss sich der Force Publique an – andere einheimische Anführer wie Pania Mutomba und Lupungu, Häuptling der Songe in Kabinda, hatten sich ebenfalls der Force Publique angeschlossen.

### Maniema-Feldzug
Sefu bin Hamid hatte in der Zwischenzeit in Begleitung von Häuptling Maniema Munie Moharra den Posten des Freistaates bei Kasongo angegriffen und eingenommen. Zwei Offiziere, Sergeant Henri De Bruyne und Leutnant Joseph Lippens, wurden bei dieser Gelegenheit gefangen genommen. Zu den Bedingungen einer Waffenruhe mit dem Freistaat gehörten die Festlegung einer neuen Grenze und die Übergabe des abtrünnigen Ngongo Lutete an Sefu. Nachdem diese Bedingungen abgelehnt worden waren, führte Sefu im Oktober 1892 eine Streitmacht mit 500 sansibarischen Offizieren und etwa 10.000 Kongolesen von Nyangwe und Kasongo zum Lomami. De Bruyne und Lippens wurden gleichzeitig als Geiseln festgehalten.
Die Armee der Force Publique unter Francis Dhanis bestand aus einigen Dutzend belgischen Offizieren und mehreren tausend afrikanischen Hilfstruppen. Ende November 1892 brach der Krieg schließlich offen aus, als Sefu in Ikere am Lomami Stützpunkte errichtete und vorbereitungen traf, den Fluss nach Westen zu überqueren. Die Force Publique griff die Positionen hier an und zwang ihn schließlich zum Rückzug. Aus Vergeltung wurden Lippens und De Bruyne am 1. Dezember 1892 durch indigene Kämpfer getötet.
Dhanis nutzte seinen Sieg, um weiter nach Osten vorzurücken. Er erlaubte seiner Armee, alle Frauen, Sklaven und Bediensteten Sefus mitzunehmen, die für die Armee kochten und im Nachschub dienten. Darüber hinaus verbot er seinen Männern, einheimische Zivilisten zu verletzen, was ihm das Wohlwollen der Bevölkerung einbrachte.
Sefu bin Hamid zog sich nach der Niederlage zunächst nach Osten zurück.

#### Die Einnahme von Nyangwe und Kasongo
Am 28. Januar 1893 erreichten die Truppen des Freistaats Kongo das Westufer des Lualaba gegenüber der Stadt Nyangwe, einem wichtigen Handelshafen für Sklaven und Elfenbein in der Region. Die Truppen unternahmen zunächst keinen Versuch, den Fluss zu überqueren, sondern errichteten stattdessen ein Lager auf ihrer Seite des Flusses. In den folgenden Wochen bestrichen sie die Stadt jedoch mit gelegentlichem Gewehrfeuer. Am 4. März überquerten die Streitkräfte des Freistaats den Fluss mit 100 Einbäumen, die von Fischern aus Genia gesteuert wurden. Überrascht von der Überquerung flohen die arabischen Verteidiger und ihre Verbündeten in der Stadt, sodass diese weitgehend ohne Widerstand erobert werden konnte. Die Streitkräfte des Freistaats errichteten eine befestigte Stellung auf einer Anhöhe in der Stadt. Am 13. März revoltierten die Einwohner von Nyangwe. Die Truppen des Freistaats schlugen den Aufstand nieder und steckten aus Angst vor weiteren Unruhen den Großteil der Stadt in Brand. Der Großteil der Streitkräfte des Freistaats zog am 17. April ab. Sidney Langford Hinde, Hauptmann der Armee des Freistaats, schrieb, dass die Stadt zum Zeitpunkt des Truppenabzugs „von einer gut gebauten Stadt mit etwa 30.000 Einwohnern auf ein einziges großes befestigtes Haus mit einem Soldatenlager reduziert worden war.“
Nachdem Nyangwe gesichert war, konzentrierten sich die Streitkräfte des Freistaats auf die Einnahme von Kasongo. Tippu Tips ehemalige Hauptstadt in Maniema lag 35 Meilen südlich von Nyangwe und beherbergte normalerweise 20000 Einwohner, aber die Bevölkerung hatte sich aufgrund des Zustroms von Flüchtlingen aus Nyangwe sowie der von Said bin Abed und Muhammad bin Amici angeführten Truppen verdreifacht. Sefus Stellvertreter hatten nicht damit gerechnet, dass Kasongo bedroht werden könnte, und organisierten daher eilig die Verteidigung. Dhanis rückte bis zum 22. April 1893 flussaufwärts nach Kasongo vor und schickte Leutnant Doorme und seine Vorhut aus, um die Stadt einzuschließen. Somit zwischen den Truppen des Freistaats gefangen, flohen die arabischen Verteidiger sowie Zivilisten und Sklaven aus der Stadt und ließen sie innerhalb von zwei Stunden in die Hände ihrer Angreifer fallen. Die Force Publique fand in Kasongo ein großes Versorgungslager mit Elfenbein, Munition, Lebensmitteln und Luxusgütern wie Zucker, Kerzen, Gold und Kristallgeschirr. Sefu und die anderen arabischen Anführer entkamen. Die Force Publique Soldaten entdeckten ebenso die Gräber von Lippens und De Bruyne, die dort am 1. Dezember 1892 nach der Niederlage Sefus am Lomami getötet worden waren. Sie fanden auch das Tagebuch von Emin Pascha, aus denen hervorging, dass dieser am 23. Oktober 1892 getötet worden war.
In den folgenden sechs Monaten rückte Dhanis nicht weiter vor, er baute Versorgungswege auf und befriedete die umliegenden einheimischen Stämme.

### Rumaliza-Feldzug
Zu dieser Zeit gewann der Kongo-Freistaat in der Region an militärischer Stärke und wurde gegenüber den lokalen Machthabern weniger tolerant und war nun entschlossen, sie zu besiegen. Ende 1892 starteten die Streitkräfte des Kongo-Freistaats unter Dhanis einen weiteren Feldzug gegen die Sklaven- und Elfenbeinhändler, und der lokale Swahili Machthaber Rumaliza wurde nun ihr Hauptgegner zumal dessen Truppen durch Swahili-Kämpfer verstärkt wurden, die früheren Niederlagen gegen Dhanis entgangen waren.

#### Vorgeschichte des Feldzugs
Rumaliza beherrschte seit den 1880er Jahren von seinem Stützpunkt in Ujiji am Tanganjikasee aus die alten Sklavenrouten, die von den Stanley Falls den Lualaba-Fluss hinauf nach Nyangwe, östlich zum Tanganjikasee und dann über Tabora nach Bagamoyo gegenüber Sansibar führten. Die Gesamtzahl der Swahili-Kämpfer in dieser riesigen Region betrug rund 100.000, doch jeder Stammesführer handelte unabhängig und unkoordiniert. Obwohl sie kriegserfahren waren, waren sie mit einfachen Gewehren schlecht bewaffnet. Die Belgier verfügten zunächst nur über ca. 600 Soldaten, verteilt auf die Lager Basoko und Lusambo, waren aber deutlich besser bewaffnet und besaßen außerdem sechs Kanonen und ein Maschinengewehr.
In den Jahren zuvor (1886–1891) hatte die Gesellschaft der Missionare von Afrika katholische Missionsstationen am nördlichen und südlichen Ende des Tanganjikasees gegründet. Léopold Louis Joubert, ein französischer Soldat und Söldnerführer, war von der Gesellschaft unter Erzbischof Charles Martial Lavigerie damit beauftragt, die Missionare zu schützen. Trotzdem räumten die Missionare drei der neuen Stationen aufgrund des Vordringens von Tippu-Tip und Rumaliza und bis 1891 kontrollierten die Sklavenhändler das gesamte Westufer des Sees, mit Ausnahme der von Joubert verteidigten Region um Mpala und St. Louis de Mrumbi. Eine Anti-Sklaverei-Expedition unter Hauptmann Alphonse Jacques – finanziert von der belgischen Anti-Sklaverei-Gesellschaft – kam Joubert am 30. Oktober 1891 zu Hilfe. Als die Expedition unter Jacques eintraf, war Jouberts Garnison auf etwa 200 Mann geschrumpft und schlecht mit einem höchst unterschiedlichen Sortiment an Chassepots, anderen Vorderladern und Remingtons, ohne geeignete Patronen bewaffnet. Weiterhin hatte er auch kaum noch Medikamente übrig. Jacques bat Joubert, in der Defensive zu bleiben, während seine Expedition nach Norden zog. Ende 1891 gründete die Anti-Sklaverei-Expedition unter Jacques den Stützpunkt Albertville (heute Kalemie) am Ufer des Tanganjikasees und versuchte, den Sklavenhandel in der Region zu unterbinden.
Rumalizas Truppen belagerten Albertville ab dem 5. April 1892 neun Monate lang. Schließlich mussten sich Rumalizas Truppen zurückziehen, da eine weitere Anti-Sklaverei-Expedition unter Long-Duvivier-Demol eintraf, eine Entsatzkolonne, die zur Unterstützung Jacques’ aus Brüssel entsandt worden war.
Nach dem Fall von Nyangwe und Kasongo brachte Rumaliza nochmals eine große Armee aus der Region des Tanganjikasees nach Kabambare, um das verlorene Gebiet zurückzuerobern. Seine Truppen rückten in Richtung des Lualaba-Flusses vor und errichteten südlich von Kasongo Festungen, um die Kontrolle des Freistaats über die Stadt zu bedrohen. Rumalizas Truppen stießen am 15. Oktober 1893 mit Dhanis’ Kolonne zusammen, wobei zwei europäische Anführer und 50 ihrer Soldaten starben. Am 19. Oktober 1893 griff Rumaliza eine Stellung einen Tagesmarsch von Kasongo entfernt an. Dhanis konzentrierte seine Truppen und besiegte Rumaliza, der sich wiederum zurückzog.

### Kampf um die Stanley Falls
1893 leitete Louis Napoléon Chaltin die Station der Force Publique in Basoko. Diese war 1889 von Francis Dhanis vorsorglich für den Fall einer Auseinandersetzung mit den arabischen Sklaven- und Elfenbeinhändlern an den Stanleyfällen errichtet worden. Hauptmann Chaltin und Richard Mohun – ein Handelsvertreter aus den Vereinigten Staaten und Kommandant der dieser Expedition zugeordneten Artilleriebatterie – wurden im März 1893 angewiesen, sich Hauptmann Dhanis’ Truppen in der Nähe von Kasongo anzuschließen. Chaltin fuhr mit zwei Flussdampfern den Lomami-Fluss hinauf nach Bena-Kamba, das er am 28. März erreichte.
Nach der Flucht des arabisch-swahiliischen Oberen Lembe Lembe nahm er am 6. April die Stadt Tchari ein. Als er am 14. April an den Lomami zurückkehrte, konnte er am selben Tag den Flußdampfer Ville de Bruxelles mit 125 weiteren Männern Verstärkung in Empfang nehmen.
Chaltin und seine Truppen verließen Bena Kamba am 22. April in Richtung Osten, um zunächst Riba Riba am Lualaba auf dem Landweg zu erreichen. Sie mussten zahlreiche Hinterhalte und eine Pockenepidemie überstehen. In Lomo fanden sie die sterblichen Überreste von Jules Pierret, die sie für eine würdige Beerdigung nach Basoko überführten. Am 25. und 26. April bauten sie eine 200 Meter lange Brücke über den Willu. Anschließend stellten sie Kissangi Sangi, Hodisters Mörder. Am 30. April nahmen sie Riba Riba ein, dessen Bewohner nach einer weiteren schwierigen Überquerung des Kasuku-Flusses in Richtung Stanley Falls flohen.
Chaltin folgte ihnen, um die Stanley Falls-Station zu entsetzen, die seiner Ansicht nach nun zusätzlich von den gegnerischen flüchtigen Kämpfern bedroht war. Am 6. Mai erreichte er Bena Kamba und bestieg noch am selben Tag die beiden Dampfer. Nach erneuter Versorgung In Basoko, setzte er seinen Weg am 8. Mai in Richtung Stanley Falls fort.

#### Gefecht von Stanley Falls
Die Garnison von Stanley Falls wurde von Nicolas Isidore Tobback angeführt und sein Stellvertreter war Leutnant van Lindt. Die Station wurde von Rachid, dem Neffen von Tippo Tip und Cousin von Sefu, belagert und erhielt durch die aus Riba Riba geflohenen Kämpfer Verstärkung. Nachdem der Fall von Kasongo bekannt war, griff Rachid am 13. Mai 1893 die Station an. In dieser ersten Schlacht erlitt die Force Publique drei Tote und sieben Verwundete, unter den Angreifern gab es etwa hundert Todesopfer. Die Kämpfe dauerten vier Tage an, und Tobback zog bereits eine Räumung des Postens in Erwägung. Gerade noch rechtzeitig trafen am 18. Mai Chaltin mit seinen Truppen aus dem Basoko-Lager, gefolgt von denen von Pierre Ponthier und Hubert Lothaire, vor Ort ein. Die Truppen des Freistaats wurden damit erheblich verstärkt und griffen nun ihrerseits die arabischen Swahili an, eroberten verschiedene Stellungen und machten 1.500 Gefangene. Rachid gelang jedoch die Flucht flussaufwärts, um sich Kibonge anzuschließen.
Am 28. Juni brachen Ponthier und Lothaire zur Verfolgung des Gegners auf, mit denen sie weitere sieben Gefechte lieferten und dabei etwa 8.000 Gefangene machten. Kibonge wurde schließlich bei Kirundu besiegt. Anschließend verfolgten die EIC-Truppen die Flüchtlinge bis zum Lowa, einem Nebenfluss am rechten Ufer des Lulualaba, auf halbem Weg zwischen den Stanley Falls und Nyangwe. Sie legten hierfür eine Entfernung von 270 Kilometern in acht Tagen zurück und nahmen 20 arabisch-swahiliische Häuptlinge gefangen, darunter Said, einen der Mörder von Emin Pascha. Er wurde erschossen. Ponthier zog weiter, um sich Dhanis in Kasongo anzuschließen.

#### Letzte Kämpfe gegen Rumaliza

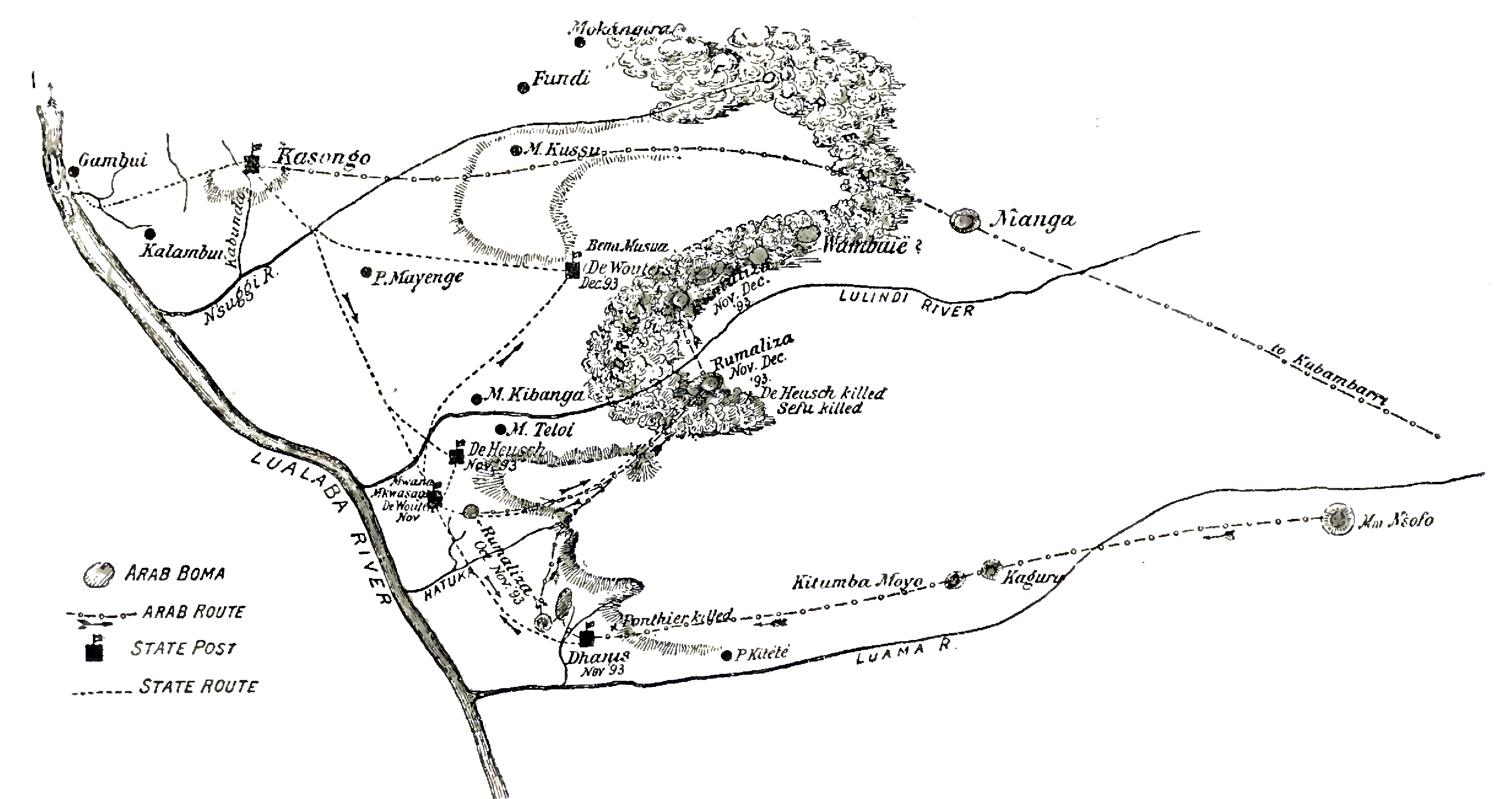
Angriff auf Rumalizas Festung, 1893

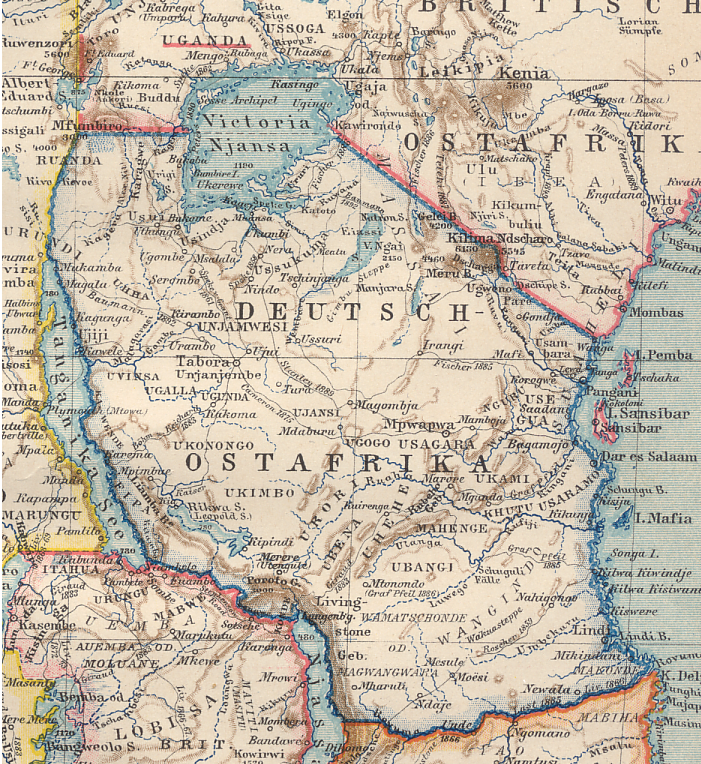
Deutsch-Ostafrika, 1894. Albertville, Marungu (und Mpala) liegen westlich des südlichen Teils des Tanganjikasees.

Im August 1893 setzten Dhanis und Porthier den Kampf gegen den Anführer der Sklavenjäger Rumaliza fort. Ponthier begann im September einen Feldzug nach Nyangwe. Die Hauptkämpfe konzentrieren sich auf den 13. bis 17. Oktober 1893. Dhanis’ Ablenkungsangriffe wurden zunächst zurückgeschlagen.
Die letzte große Schlacht des Krieges ereignete sich am 20. Oktober 1893 am Luama-Fluss westlich des Tanganjikasees. Es herrschte ein taktisches Patt, doch Sefu wurde getötet. Die zahlenmäßig überlegenen Araber und Swahili führen mehrere Tage lang energische Gegenangriffe durch. Bei einem dieser Gegenangriffe erlitt Ponthier eine schwere Schussverletzung. Er starb am 25. Oktober 1893 in Kasongo. Um die Moral seiner Truppen nicht zu schwächen, hielt Dhanis den Tod Ponthiers drei Tage lang geheim. Trotzdem zerfiel der verbleibende Widerstand der Araber bald.
Ende Dezember 1893 stellte Einheiten der Force Publique die verbliebenen Kämpfer um Rumaliza erneut. Dhanis hatte Verstärkungen erhalten und war am 24. Dezember 1893 bereit, erneut vorzurücken. Auch Rumaliza hatte Unterstützung erhalten. Dhanis schickte eine Kolonne unter Gillain, um Rumalizas Rückzug zu verhindern, und eine weitere unter De Wouters, um auf Rumalizas Stellung bei Bena Kalunga vorzurücken. Eine Gruppe frischer Truppen, die Rumaliza aus dem Gebiet von Deutsch-Ostafrika zu Hilfe kam, wurde abgewehrt, und Dhanis’ Truppen näherten sich Rumalizas Bomas. Am 9. Januar 1894 traf belgische Verstärkung unter Hauptmann Hubert Lothaire ein, und am selben Tag sprengte eine Granate Rumalizas Munitionslager und brannte die Boma nieder, in dem es sich befand. Die meisten Insassen kamen bei Fluchtversuchen ums Leben. Innerhalb von drei Tagen ergaben sich die verbliebenen Stellungen, die von Wasser und anderen Versorgungsquellen abgeschnitten waren. Mehr als zweitausend Gefangene wurden gemacht. Eine Kolonne unter Lothaire verfolgte Rumaliza bis in den Norden des Tanganjikasees und zerstörte seine befestigten Stellungen entlang der Route, doch Rumaliza selbst gelang die Flucht. Am See schlossen sie sich der Anti-Sklaverei-Expedition unter Hauptmann Alphonse Jacques an. Rumaliza entzog sich in der deutschen Kolonie Deutsch-Ostafrika dem Zugriff durch den Freistaat Kongo. Der Krieg endete im Januar 1894 somit mit einem Sieg für den Freistaat.

## Folgen und Auswirkungen

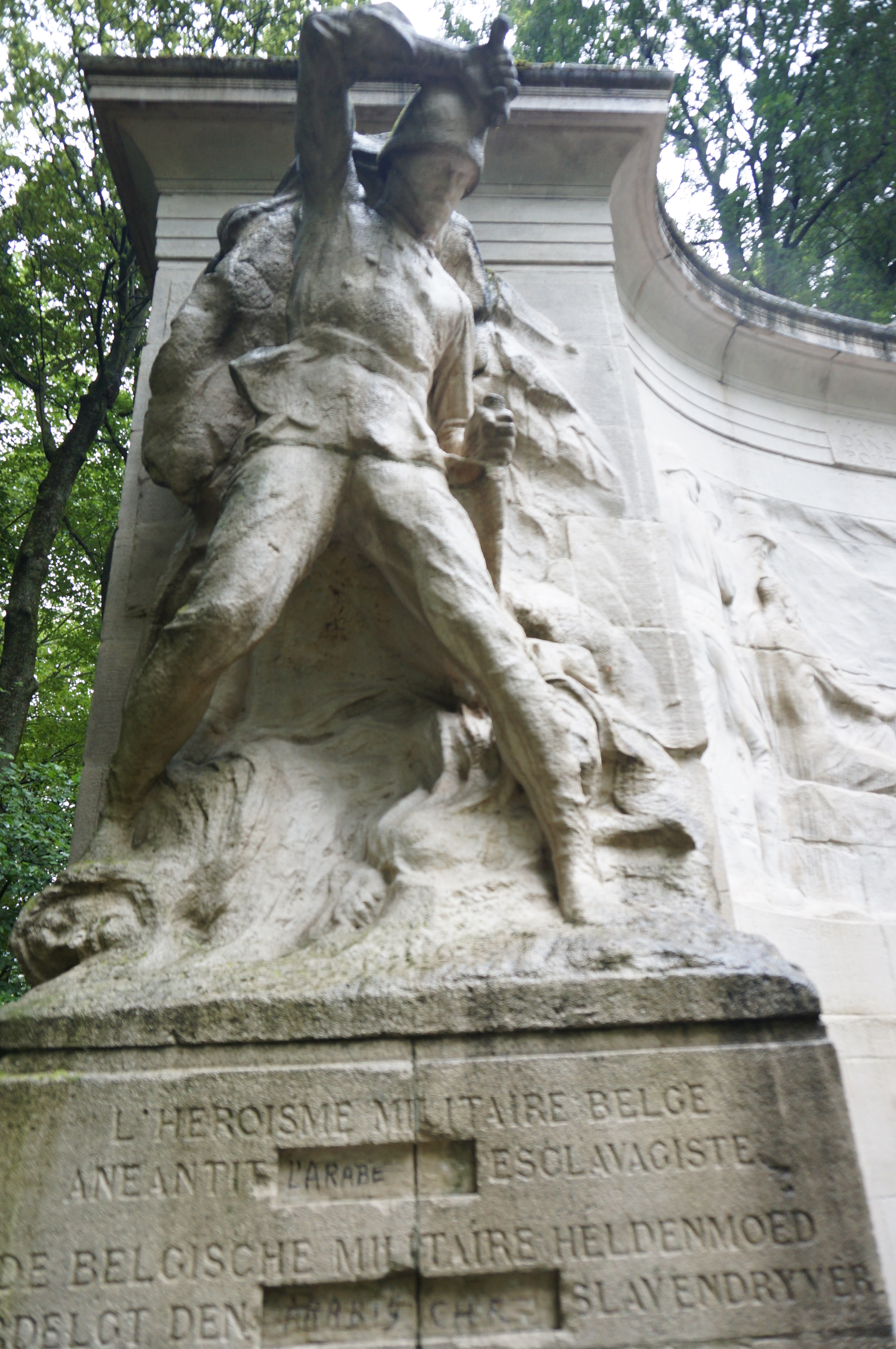
Belgischer militärischer Heldenmut vernichtet den (arabischen) Sklavenhändler. (Abgeänderte) Inschrift auf dem Denkmal für die belgischen Pioniere im Kongo im Cinquantenaire-Park in Brüssel.

Der Krieg forderte Zehntausende Todesopfer unter Kombattanten und Zivilisten und veränderte die politische und wirtschaftliche Geographie des Kongo erheblich. Der (Sklaven-)Markt um Nyangwe hörte auf zu existieren, während die Stadt Kasongo nahezu zerstört wurde. Durch das Fehlen dieser Märkte und der arabischen Händler selbst wurden viele kongolesische Exporte von ihren ursprünglichen Bestimmungsorten in Ostafrika zum Stanley Pool und den Atlantik umgeleitet. Die Kolonialbehörden behielten bis in die 1920er Jahre einen Großteil der arabischen Verwaltungsstruktur im Ostkongo bei. Die Teilnahme der Batetela- und Bakusu-Stämme am Krieg markierte die Überwindung der traditionellen Werte ihrer Gesellschaften durch ihr Streben nach Reichtum und Macht durch Expansionismus, Assimilation und kulturellen Austausch. Ihre Beteiligung am Sklavenhandel machte die belgischen Behörden misstrauisch, und so wurden sie während der Kolonialherrschaft vernachlässigt.
Der Krieg hat in der Wissenschaft wenig Beachtung gefunden. Laut dem Historiker Bruce Vandervort war der Konflikt „einer der obskursten imperialen Eroberungskriege in Afrika“.

## Weitere Literatur
- Norman R. Bennett: Arab versus European: diplomacy and war in nineteenth-century east central Africa. Africana Pub. Co, New York 1986, ISBN 0-8419-0861-3 (englisch).